# The Strength o' Ten
The Strength o' Ten è un cortometraggio muto del 1914 diretto da Thomas Ricketts. Prodotto dalla American Film Manufacturing Company su un soggetto di Clarence J. Harris, aveva come interpreti William Garwood, Vivian Rich, Jack Richardson.

## Trama
Betty, bella e vivace ragazza delle colline, incanta con il suo brio tutti i giovanotti del luogo. Ma quando le cose si fanno serie, Betty, disincantata dal sesso maschile a causa di suo padre, un ubriacone inveterato, mette alla prova uno alla volta tutti i suoi ammiratori. L'unico che sembra all'altezza delle sue richieste è il giovane Elick. Ma anche lui un giorno cede all'alcol e Betty è testimone dell'impotenza del ragazzo, ancora in preda all'ebbrezza, ad aiutare il padre di lei, caduto in un dirupo. Jep, un giovane straniero, arriva in suo soccorso e, preso l'uomo caduto sulle sue forti spalle, lo porta a casa di Betty che rimane conquistata e ammirata. Ma anche Jep deve essere messo alla prova. Nonostante tutti i tranelli in cui lo vuol fare cadere la ragazza che gli fa credere di essere innamorata di Elick, lui non ci casca e si tiene lontano dall'alcol. Gli altri ragazzi, gelosi di lui, litigano con questo nuovo rivale, ma lui gestisce senza problemi quell'accozzaglia di ragazzotti mezzi brilli. Si dimostra così un Orlando e un sir Galahad, conquistando definitivamente il cuore di Betty.

## Produzione
Il film fu prodotto dall'American Film Manufacturing Company.

## Distribuzione
Distribuito dalla Mutual, il film - un cortometraggio in due bobine -  uscì nelle sale cinematografiche degli Stati Uniti il 2 dicembre 1914.